# Pável Sozykin
Pável Valérievcih Sozykin –en ruso, Павел Валерьевич Созыкин– (Cheliábinsk, URSS, 25 de diciembre de 1987) es un deportista ruso que compitió en vela en la clase 470.
Ganó una medalla de bronce en el Campeonato Mundial de 470 de 2015 y una medalla de bronce en el Campeonato Europeo de 470 de 2015.

## Palmarés internacional
| \| Campeonato Mundial \| Campeonato Mundial \| Campeonato Mundial \| Campeonato Mundial \| \| Año \| Lugar \| Medalla \| Clase \| \| ------------------ \| ------------------ \| ------------------ \| ------------------ \| \| 2015 \| Haifa (Israel) \| Medalla de bronce \| 470 \| \| Campeonato Europeo \| \| \| \| \| Año \| Lugar \| Medalla \| Clase \| \| 2015 \| Aarhus (Dinamarca) \| Medalla de bronce \| 470 \| |                    |                   |       |
| Campeonato Mundial |                    |                   |       |
| Año | Lugar              | Medalla           | Clase |
| 2015 | Haifa (Israel)     | Medalla de bronce | 470   |
| Campeonato Europeo |                    |                   |       |
| Año | Lugar              | Medalla           | Clase |
| 2015 | Aarhus (Dinamarca) | Medalla de bronce | 470   |